# 国货路
国货路是中华人民共和国上海市黃浦區境內的一條東西走向道路，它东起中山南路，西至南车站路。全长784米。
道路建於1914年，當時名為煤屑路，而且是用煤屑铺筑。1920年，煤屑路上开设了上海沪闵南柘长途汽车股份有限公司的汽车站，此路又成為沪闵南柘路的一部分。1928年5月，各界为抵制日货，在新普育堂举办中华国货展览会，同時中华国货展览会门口的沪闵南柘路路段（南车站路以東路段）改名為國貨路。